# 弗里波特 (宾夕法尼亚州)
弗里波特（英語：Freeport，或意译为自由港）是美国宾夕法尼亚州阿姆斯壯郡的一个自治区，位于阿勒格尼河沿岸，在2020年美國人口普查中有人口1,736人。最早的定居点建于1760年。